# فردریک شوپن
فردریک فرانسوا شوپن (به لهستانی: Fryderyk Franciszek Szopen) (به فرانسوی: Frédéric François Chopin) زاده ۱ مارس ۱۸۱۰ – درگذشته ۱۷ اکتبر ۱۸۴۹) یکی از تأثیرگذارترین موسیقی‌دانان لهستانی و نوازنده برجستهٔ پیانو در دوره موسیقی رمانتیک بود.
او شماری از فرم‌های موسیقی را ابداع نمود اما مهم‌ترین نوآوری‌هایش را در چهارچوب فرم‌هایی مانند سونات پیانو، والس، نوکتورن، اتود، پرلود و پولونِز به نمایش گذاشته‌است. فردریک شوپن در سراسر طول عمر خود از ضعف جسمانی رنج می‌برد تا آنکه در ۳۹ سالگی به دنبال سل ریوی درگذشت.

## زندگی

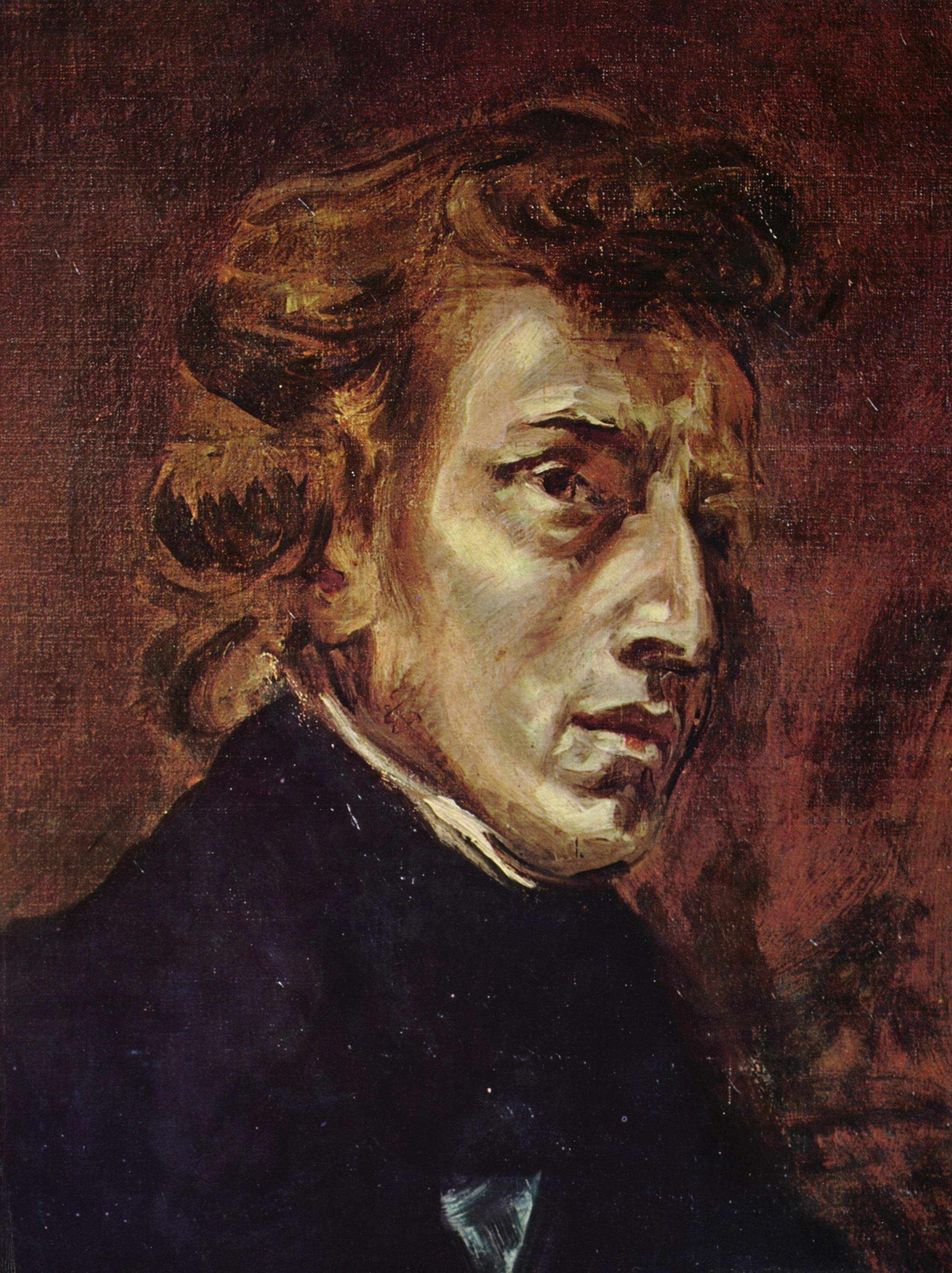
تابلویی از فردریک شوپن اثر اوژن دولاکروا

فردریک در روستای ژلازوا ولا در نزدیکی ورشو از مادری لهستانی و پدری فرانسوی، به دنیا آمد. پدرش در سال ۱۷۸۲ به لهستان رفته بود و با تکلا جوستینا که یک لهستانی بود ازدواج کرد و همان‌جا سکنی گزید.
خانواده شوپن در اکتبر ۱۸۱۰ به ورشو جابه‌جا شدند. استعداد موسیقایی شوپن جوان در سال‌های آغاز زندگی‌اش آشکار شد تا آنجا که در ورشو به لقب موتسارت دوم مشهور شد. شوپن قبل از ۷ سالگی دو پولونز (در سل مینور و در سی بمل ماژور) نوشت که اولی توسط پدر سیبولسکی - سرپرست مدرسه نوازنده ارگ و یکی از کم‌شمار ناشران موسیقی در لهستان منتشر شد. با بازتاب نبوغ خارق‌العاده او در روزنامه‌های ورشو، شوپن کوچک مورد توجه و پذیرش سالن‌های کنسرت اشرافی در پایتخت قرار گرفت. او از این زمان اجرای کنسرت‌های خیریه خود را آغاز کرد و نخستین کنسرت پیانوی خود را در ۸ سالگی اجرا کرد. او نخستین درس‌های حرفه‌ای پیانو را از زیونی (زاده ۱۷۵۶ در بوهم) آموخت. این دوره از سال ۱۸۱۶ تا ۱۸۲۲ به درازا کشید، شوپن از زیونی به نیکی یاد می‌کرد گرچه او خیلی زود از استادش پیشی گرفت. یکی دیگر از کسانی که در پیشرفت شوپن نقش بسزایی داشت، ویلهلم وورفل (متولد ۱۷۹۱ در بوهم) بود. این نوازنده پیانو پرآوازه که استاد کنسرواتوار ورشو بود آموزه‌های گرانبهایی را گرچه نامنظم در نواختن ارگ و شاید پیانو به شوپن آموخت. شوپن در پاییز ۱۸۲۶ نزد جوزف السنر (زاده ۱۷۶۹) آهنگساز کنسرواتوار ورشو آغاز به یادگیری تئوری موسیقی، هارمونی و آهنگسازی کرد.
او یوهان نپوموکا هومل آهنگساز و نوازنده پیانو آلمانی را ملاقات کرد. شوپن در آن سال به وین رفت و دو کنسرت در آنجا اجرا نمود که اجرای آن‌ها باعث شد تا پیام‌های متفاوتی را دریافت کند که دربرگیرنده مقالاتی دلگرم‌کننده و خرده‌گیری‌هایی درباره آرام نواختن بیش از اندازه او بود.
او در ورشو نخستین اجرا از کنسرتو پیانو در فا مینور را ارائه نمود و اولین اجرا از کنسرتو پیانو دیگرش می مینور را در نشنال تئاتر در ۱۷ مارس ۱۸۳۰ به نمایش گذاشت. در ۱۸۳۰ دوباره به وین رفت و این دو کنسرتو پیانواش را اجرا نمود.
شوپن در وین خبرهایی دربارهٔ شورش ماه نوامبر روسیه برابر لهستان شنید که این باعث شد از تصمیمش برای بازگشتن به کشورش دست بکشد. او چند ماه دیگر در وین اقامت گزید و پس از آن به مونیخ و اشتوتگارت و سپس در اوایل اکتبر به پاریس رفت. شوپن تا پیش از این بسیاری از کارهای مهم خود را تصنیف کرده بود که تعدادی از اتودهای اپوس ۱۰ و دو کنسرتو پیانو اش از آن شماراند.
شوپن بیشتر آثارش را تنها برای پیانو می‌نوشت اما در میان کارهایش می‌توان قطعاتی برای پیانو و همراهی‌کننده یافت. ملودی اصل تقویت‌کننده آثار اوست و هیچ چیزی در آن از آذین‌بندی بی‌دلیل و زاید برخوردار نیست. گرچه در آثارش تکنیک نوازندگی بالایی به چشم می‌خورد ولی گونه بیان شاعرانه و نوانسها کارهای او را از آثاری که فقط تکنیک نوازندگی در آن‌ها مدنظر قرار گرفته، جدا می‌کند.

### فعالیت در پاریس
شوپن در پاریس با چند تن از بهترین نوازنده‌های پیانو آن زمان آشنا شد که فردریش کالکبرنر، فردیناند هیلر و فرانتس لیست از آن جمله هستند و در همین زمان بود که ارتباط صمیمی او با آهنگسازانی مثل هکتور برلیوز، فلیکس مندلسون و وینچنتزو بلینی شکل گرفت. موسیقی او تا پیش از این توسط آهنگسازان بسیاری مورد تحسین قرار گرفته بود تا جایی که روبرت شومان دربارهٔ او به دیگران گفت: آقایان، کلاهتان را به احترام یک نابغه بردارید.
شوپن در ۱۸۳۵ با خانواده اش در کارلسبد ملاقات کرد و آن‌ها را تا محل سکونتشان در دشن و سپس تا ورشو همراهی کرد و پس از آن چند هفته‌ای را در سنین اقامت گزید و بعد به لیپزیگ عزیمت کرد و در آنجا مندلسون و شومان را ملاقات نمود. او هنگام بازگشت از این سفر دچار حمله شدید تنگی نفس شد که این حمله به قدری طاقت فرسا بود که روزنامه‌های لهستانی خبر درگذشت او را منتشر کردند.
شوپن در ۱۸۳۸ با ژرژ ساند که شش سال بزرگ‌تر از او بود آشنا شد و این رابطه که به سختی می‌توان دربارهٔ شیرین یا تلخ بودنش قضاوت کرد تا سال ۱۸۴۷ به طول انجامید. آن‌ها در زمستان ۱۸۳۹ به مایورکا رفتند که هوای نامساعد آنجا و نمناک بودن اتاق‌هایی که شوپن در آن‌ها اقامت داشت، تأثیر بسیار بدی بر سلامتی وی گذاشت تا آنجا که آن‌ها مجبور به بازگشت به خانه شدند و شوپن پس از آن دیگر هرگز نتوانست سلامت خود را بازیابد. در سال ۱۸۴۵ مشکلات زیادی در رابطه بین شوپن و ساند ظاهر شد و در ۱۸۴۶ این رابطه با ورود مشکلات خانوادگی تیره‌تر گردید و این همان سالی بود که ساند یکی از رمان‌هایش به نام نوکرزیا فلوریانی را که اصلاً برای شوپن خوشایند نبود را منتشر کرد. داستان این رمان به داستان یک هنرپیشه ثروتمند و یک شاهزاده بیمار برمی گردد که احتمالاً بازتابی از روابط میان خود او و شوپن است. مشکلات خانوادگی سرانجام در سال ۱۸۴۷ به قدری قوت گرفت که منجر به قطع رابطه شوپن با ساند شد.

## قلب شوپن

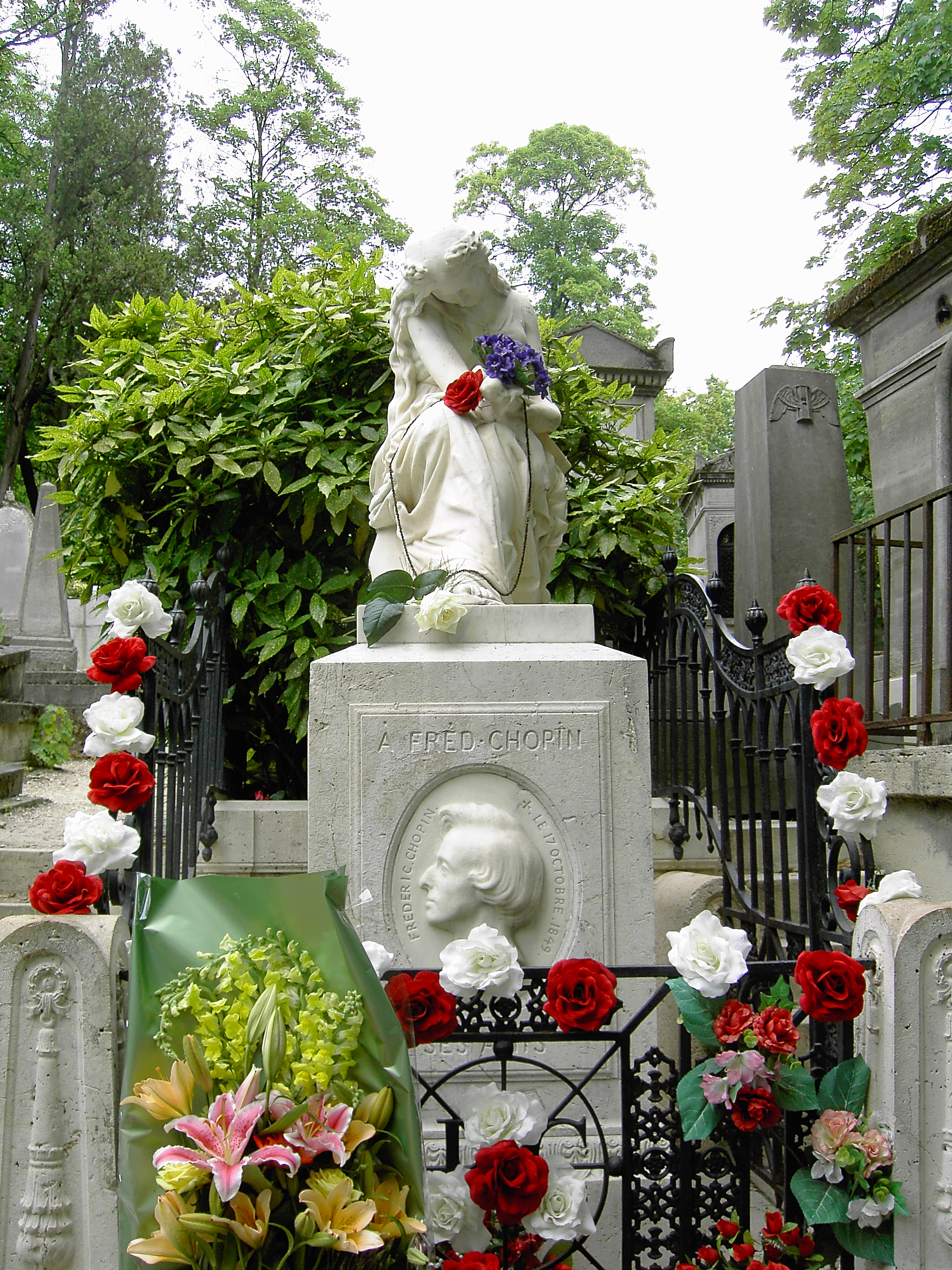
آرامگاه شوپن در گورستان پر لاشز در پاریس

شوپن در ۱۸۴۸ آخرین کنسرتش را در پاریس اجرا نمود و سپس به اسکاتلند و انگلستان رفت اما شدیداً بیمار شد تا آنکه در ۱۷ اکتبر ۱۸۴۹ هنگامی که به پاریس بازمی‌گشت، در خانه خواهرش لودویکا درگذشت. روز پس از آن ماسکی از صورت و دست‌هایش ساختند و سپس بدن او را گورستان پر لاشز به خاک سپردند. به وصیت او و به ابتکار خواهرش، قلب او به میهن اصلی او لهستان برده شد و امروز در کلیسایی در ورشو نگه‌داری می‌شود.
قلب فردریک شوپن پس از مرگش در ۱۷ اکتبر ۱۸۴۹ از بدن او جدا شد. آهنگساز لهستانی ترس از زنده به گور شدن داشت و از پزشکش ژان کروویلیه خواست کالبد شکافی را انجام دهد. در حالی که جسد شوپن در گورستان پرلاشز پاریس به خاک سپرده می‌شد، قلب او در الکل (احتمالا کنیاک) غوطه ور شد و در ظرف بلوط قرار گرفت.
قبل از مرگش، یکی از آخرین درخواست‌های شوپن این بود که خواهر بزرگش، لودویکا یدرژویچ، قلب او را به لهستان ببرد تا در یک کلیسای محلی دفن شود. او خواسته‌های او را برآورده کرد و قلب او را از طریق گمرک در مرز اتریش-مجارستان، از کنار مأموران مرزی روسیه و به لهستان قاچاق کرد سپس قلب شوپن به کلیسای صلیب مقدس در ورشو داده شد و در دخمه‌ای نگهداری گردید. پس از اینکه یک روزنامه‌نگار محلی قلب را در یک جعبه کشف کرد، در سال ۱۸۷۹ به قسمت بالای کلیسا منتقل شد.

## آثار
بیش از ۲۳۰ قطعه از آثار شوپن به جا مانده‌اند. برخی از ساخته‌های دوران کودکی او موجود نیستند. همه آثار شوپن برای پیانو نوشته شده‌اند و بیشتر آنها به صورت تکنواز هستند. تعداد محدودی از آثار شوپن برای پیانو با همراهی پیانو دوم، ویلن، ویلن سل، آواز یا ارکستر نوشته شده‌اند.. از آن جمله می‌توان به موومان سوم از سونات شماره ۲ اپوس ۳۵ اشاره کرد.
آثار طولانی او همانند ۴ بالاد، ۴ اسکرتزو، بارکاروله۶۰.Op، فانتزی ۴۹.Op و سوناتهایش همانند آثار کوتاه‌تر او مثل ایمپرومتوها، مازورکاها، نوکتورنها، والسها و پولونزهای او، جایگاهی تثبیت شده در بین آثار (رپرتوار) پیانو دارند. دو مجموعه مهم شوپن برای پیانو تنها عبارت اند از ۲۴ پرلود ۲۸.op و اتودهای ۱۰.op و ۲۵.op.
شوپن در سبک موسیقی موتزارت، بتهوون، هایدن، و کلمنتی آموزش دید و با شاگردان خود به سبک کلمنتی کار می‌کرد. او موتزارت و باخ را مهم‌ترین آهنگسازان مؤثر بر موسیقی‌اش عنوان کرده بود.